# ヴァルブレンボ
ヴァルブレンボ（伊: Valbrembo  ( 音声ファイル)）は、イタリア共和国ロンバルディア州ベルガモ県にある、人口約4,400人の基礎自治体（コムーネ）。

## 地理

### 位置・広がり
ベルガモ県のコムーネ。県都ベルガモから西北西へ6km、州都ミラノから北東へ43kmの距離にある。

#### 隣接コムーネ
隣接するコムーネは以下の通り。
- アルメンノ・サン・バルトロメーオ
- ベルガモ
- ブレンバーテ・ディ・ソプラ
- モッツォ
- パラディーナ
- ポンテ・サン・ピエトロ

### 地震分類
イタリアの地震リスク階級 (it) では、3 に分類される
。